# Межконфессиональный центр Нью-Йорка
Межконфессиональный центр Нью-Йорка (англ. Interfaith Center of New York, ICNY) — светская образовательная некоммерческая межрелигиозная организация, основанная в 1997 в Нью-Йорке, штат Нью-Йорк, США.

## Концепция
Центр был основан в 1997 году Джеймсом Мортоном (James Parks Morton) после его ухода с поста настоятеля собора Иоанна Богослова с целью содействия межконфессиональному диалогу и гармонии между религиями, предотвращения и разрешения межрелигиозных конфликтов. При учреждении Центра Мортон использовал сеть религиозных лидеров, зародившуюся за время работы в соборе.

## Программы
Программы Центра направлены на установление связей религиозных лидеров со светскими неправительственными организациями и с представителями других религий. Центр организует межконфессиональные мероприятия в Нью-Йорке. Например, проводит церемонию зажжения фонарей в память 11 сентября. Центр курирует ряд регулярных проектов:
- Образовательные программы проводятся для учителей и направлены на расширение знаний и понимания религиозного разнообразия, существующего в Нью-Йорке[12].
- Обучение по вопросам домашнего насилия работают с религиозными лидерами, обучая их использованию ресурсов, связанных с домашним насилием.
- Ретрит раввина Маршалла Мейера за социальную справедливость — это двухдневный ретрит, проводимый для религиозных лидеров по противодействию преступлениям на почве ненависти, а также по экономическим аспектам поддержания религиозных сообществ[13].
- Юридическая помощь — Центр сотрудничает с Группой юридической помощи Нью-Йорка (New York Legal Assistance Group), предлагая бесплатную юридическую помощь жителям Нью-Йорка и выступая за права верующих[14].
- Мусульманско-католическая инициатива — это партнерство с католическими благотворительными организациями и Архиепархией Нью-Йорка, которое объединяет католические и мусульманские общины для развития их диалога[15].
- «Готовим Нью-Йорк» — это коалиция базирующихся в Нью-Йорке межконфессиональных организаций, которые организуют беседы с целью поощрения диалога и понимания религиозного плюрализма, связанного с последствиями событий 11 сентября 2011 года для жителей Нью-Йорка[16].
- «Международные гости из городов-побратимов» — программа городов-побратимов, в рамках которой делегаты из городов-участников делятся передовым опытом в области межконфессиональной работы[17].

## Межконфессиональная премия Джеймса Паркса Мортона
Межконфессиональная премия Джеймса Паркса Мортона присуждается отдельным лицам или организациям, которые демонстрируют выдающуюся приверженность делу содействия человеческому развитию и миру. Лауреаты награждаются за жизненные достижения и вклад в повышение уважения и взаимопонимания между людьми разных вероисповеданий, национальностей и культурных традиций.
| Год      | Лауреаты |
| -------- | --- |
| 2019 год | Рут Вестхаймер Майкл Карри (Michael B. Curry)                                                                                        |
| 2015 год | Боб Абернети (Bob Abernethy) |
| 2014 год | Альберт Гор Питер Зимрот (Peter L. Zimroth) Гаэтана Эндерс Шри Свами Сатчидананда (посмертно)                                        |
| 2013     | Пэт Фаррелл (Pat Farrell) Корди Вивиан Билл Мойерс (Bill Moyers) Джудит Мойерс Рассел Симмонс                                        |
| 2012 год | Лейма Гбови Эбигейл Дисней |
| 2011 год | Уинтон Марсалис |
| 2010 год | Филип Гласс |
| 2009 год | Томас Кэхилл Джудит С. Кэй (Judith S. Kaye)                                                                                          |
| 2008 год | Вардан Грегорян Раввин Авраам Соетендорп Ургьен Тринле Дордже                                                                        |
| 2007 год | Джоан Браун Кэмпбелл (Joan Brown Campbel) Николас Кристоф (Nicholas D. Kristof) Стивен Рокфеллер Карл Саган Пол Уинтер               |
| 2006 г.  | Стивен Брайер Мохаммед Эль-Барадеи Ричард Гир Фейсал Абдул Рауф (Imam Feisal Abdul Rauf) Дейзи Хан (Daisy Khan) Мата Амританандамайи |
| 2004 г.  | Сантьяго и Робертина Калатрава Осси Дэвис Ширин Эбади Филипп Пети Кэти О'Доннелл                                                     |
| 2003 г.  | Дэниель и Нина Либескинд Десмонд Туту                                                                                                |
| 2002 г.  | Билл Клинтон Алан Слифка (Alan B. Slifka) Джим Кэрролл                                                                               |
| 1997 год | Далай-лама XIV Мэри Робинсон Рави Шанкар                                                                                             |

## Внешние ссылки
- Официальный веб-сайт